# Carrer de Rafael Batlle
Rafael Batlle és un carrer de Barcelona que uneix el carrer dels Vergós amb el de carrer Rosari. Es troba en al barri de les Tres Torres del districte de Sarrià-Sant Gervasi. Té una llargada aproximada de 300 metres.
Tal com consta en el nomenclàtor de Barcelona, el nom fou aprovat l'any 1954 en honor de Rafael Batlle i Miquelerena (1889 - 1954), metge i darrer alcalde de la vila de Sant Vicenç de Sarrià (1918-1921) i regidor de l'Ajuntament de Barcelona (1922).